# Cypher
Cypher és una pel·lícula canadenco-estatunidenca de ciència-ficció de Vincenzo Natali estrenada l'any 2002. La pel·lícula es va doblar al català.

## Argument
Morgan Sullivan demana feina a Digicorp, una empresa especialitzada en espionatge industrial. És reclutat per Finster, el cap de seguretat de l'empresa. Amb la finalitat de poder portar vida d'espia, ha d'inventar-se una nova personalitat, la de Jack Thursby. Un personatge les preferències del qual són als antípodes de l'actual.
Les seves primeres missions consisteixen a anar a conferències, per a activar un emissor en presentacions. La seva nova personalitat comença a superar-lo, pateix estranys mals de cap cada cop més poderosos. En el transcurs d'una de les conferències, coneix Rita. Aquesta li dona píndoles que li fan desaparèixer els seus mals de cap i els seus malsons.
Ella provoca una trobada en una conferència següent, on li posa un antídot. En les presentacions, tots els participants resulten ser espies treballant per a Digicorp. Tots drogats llevat de Morgan que ha begut l'antídot, pateixen una rentada de cervell per persuadir-los que són realment la seva identitat d'espia. Morgan juga el joc, i fet creure a Digicorp que es creu ser Jack Thursby.

## Repartiment
- Jeremy Northam: Morgan Sullivan / Jack Thursby / Sebastian Rooks
- Lucy Liu: Rita Foster
- Nigel Bennett: Finster
- Timothy Webber: Callaway
- David Hewlett: Virgil C. Dunn
- Kari Matchett: Diane Thursby
- Kristina Nicoll: Amy Sullivan

## Rebuda
premis
- Festival Internacional de Cinema Fantàstic de Catalunya (Catalunya) 2002: millor actor per a Jeremy Northam.
- Festival internacional de cinema fantàstic de Brussel·les 2003: Corb d'or.
- Fantasporto 2003: premi especial del jurat per a Vincenzo Natali, millor actor per a Jeremy Northam i millors efectes especials per a Bret Culp i Bob Munroe.

crítica
- "Formalment brillant i astutament discursiva, Cypher és una de les propostes més innovadores i interessants que hagi brindat el cinema independent nord-americà dels últims temps."[3]